# 貝爾福羅舒
22°45′50″S 43°23′56″W / 22.76389°S 43.39889°W

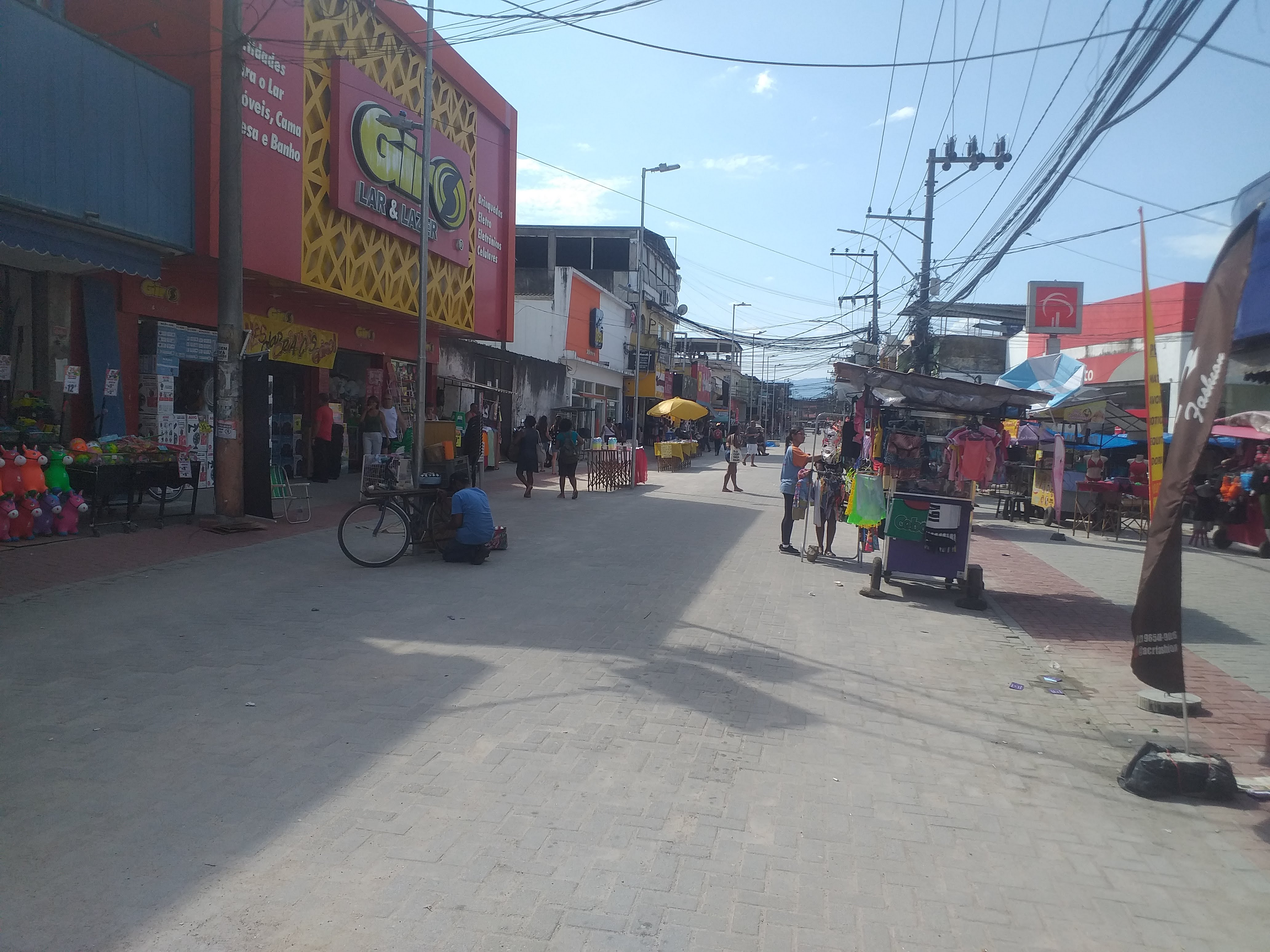
貝爾福羅舒

貝爾福羅舒是巴西的城市，位於該國東南部，距離首府里約熱內盧19公里，由里約熱內盧州負責管轄，面積79.79平方公里，海拔高度38米，受熱帶氣候影響，2011年人口495,694。